# Emanuele Sertorio
Emanuele Sertorio (Torino, 1902 (?) – Torino, 26 aprile 1991) è stato un tennista e pilota di rally italiano.
Nel 1933 divenne il primo vincitore italiano del torneo di singolare maschile degli Internazionali d'Italia. A parte questo exploit, difficilmente riuscì a primeggiare in campo nazionale, "chiuso" prima da Umberto De Morpurgo e poi da Giorgio De Stefani e Giovanni Palmieri

## Biografia

### Carriera tennistica
Sertorio a giocare a tennis in età adulta nel Tennis Club Juventus, insieme al fratello Mario. Il primo torneo senior al quale partecipò fu a Rosazza nel 1927, dove vinse battendo in finale proprio il fratello. Nello stesso anno giunse ai quarti di finale ai Campionati nazionali assoluti.
Nel 1928 arrivò in finale al torneo di Cremona e a quello di Genova dove fu battuto in tre set da Umberto De Morpurgo. Si rifece vincendo il singolare maschile ai Campionati assoluti.
Dopo un anno di inattività fece la sua apparizione nel 1930 alla prima edizione degli Internazionali d'Italia, disputati a Milano. Fu sconfitto al terzo turno in tre set dal britannico Pat Hughes, che poi raggiunse la finale. 
L’anno dopo perse in finale al torneo di Villa d'Este e a quello di Trieste. Successivamente partecipò al suo primo torneo all'estero, a Lucerna, giungendo sino alla finale con John Oliff, che poi fu sospesa sull'1-1. Sempre nel 1931 partecipò agli Internazionali di Germania e a quelli della Svizzera, dove perse in finale da Giorgio De Stefani. A fine stagione, con Placido Gaslini, vinse il torneo di doppio ai Campionati italiani assoluti.
Il 1932 iniziò con una vittoria a Merano, per ritiro del suo avversario e proseguì con una tournée in India. Fece poi la sua prima apparizione al Roland Garros perdendo in quattro set al terzo turno da Harry Lee. 
Il suo miglior anno di attività fu senz’altro il 1933. Giunse in finale al Torneo dell'India settentrionale, sconfitto nuovamente da De Stefani. Vinse il singolare maschile agli Internazionali d'Italia, passando alla storia come il primo italiano ad esserci riuscito. Batté in finale il francese André Martin-Legeay per 6-3, 6-1, 6-3. Nel doppio, in coppia con Giovanni Palmieri, giunse in finale dove perse dai francesi Lesuer e Martin-Legeay. Agli Internazionali di Francia raggiunse il secondo turno, così come a Wimbledon dove fece la sua prima apparizione. L’anno dopo arrivò in finale a Mannheim; perse in finale ad Alassio, sconfitto da Giovanni Palmieri ed in semifinale agli Internazionali d'Italia dove cedette ancora a Giorgio De Stefani. Fece ancora la sua apparizione al Roland Garros e a Wimbledon, giungendo in entrambi i casi al secondo turno.
Sertorio ha fatto anche sei apparizioni nella squadra italiana di Coppa Davis. Le sue presenze in singolare si sono concluse in due sconfitte, mentre nelle quattro in doppio ha diviso la posta (2-2). Nel 1932 fu schierato in doppio contro l'Egitto, insieme ad Alberto Del Bono e perse in quattro set. Si rifece nei quarti di finale con Giovanni Palmieri, battendo in quattro set la rappresentativa svizzera. Nella semifinale, però, sempre con Palmieri, perse contro i giapponesi.
Due anni dopo giocò sia nel singolare che in doppio, con Valentino Taroni, nell’incontro con la Polonia, che l’Italia si aggiudicò per 3-2. Vinse nel doppio ma fu sconfitto in entrambi gli incontri di singolare, fortunatamente ininfluenti per il prosieguo del cammino dell’Italia.

### Dopo il ritiro
Alla fine degli anni trenta Sertorio fu nominato direttore sportivo del Tennis Club Juventus e lasciò l’attività agonistica. Fece un'unica successiva apparizione a Montecatini, nel 1948 dove, a quarantasei anni, perse al primo turno da Vanni Canepele.
Nel 1950 Sertorio partecipò al rally automobilistico del Sestriere alla guida di una Fiat 500 "Topolino", giungendo terzo.